# Sidi Mohammed Barkat
Sidi Mohammed Barkat   (Tilimsen, 1948) és un filòsof, professor i investigador al departament d'Ergonomia i Ecologia humana de la Universitat de París I Panthéon-Sorbonne, on actualment duu a terme un estudi sobre els canvis que han patit les institucions estatals en relació amb l'organització del treball. Anteriorment va ser director de programes al Collège International de Philosophie de París. Ha participat també com a investigador al Laboratoire de Psychologie du Travail et de l'Action du CNAM (Centre National des Arts et Métiers) i combina la seva activitat docent i acadèmica amb la de conferenciant. Ha publicat Des Français contre la terreur d'État. Algérie 1954-1962 (Éditions Reflex, 2002) i Le Corps d'exception. Les artifices du pouvoir colonial et la destruction de la vie (Éditions d'Amsterdam, 2005).